# Akdeniz Airlines
Akdeniz Airlines era una compagnia aerea charter turca che operò per un periodo di tempo molto breve nel 1995.

## Storia
Akdeniz Hava Yollari, nome ufficiale dell'Akdeniz Airlines, fu fondata nel 1995. La compagnia aerea aveva pianificato di operare utilizzando i Boeing 757, all'epoca molto in voga nelle compagnie aeree con rotte a corto-medio raggio, ma non potevano essere acquistati, quindi furono affittati tre Airbus A300B4 per i voli charter. Le operazioni partirono nel giugno del 1995, per poi interrompersi a dicembre dello stesso anno, e tutti e tre gli Airbus vennero restituiti ai proprietari.

## Flotta
A causa del suo brevissimo periodo di attività, la flotta di Akdeniz Airlines era composta da 3 soli Airbus A300B4-103.